# Spodiosite
La spodiosite è un minerale non riconosciuto dall'IMA nel 2003 perché è una miscela di calcite, fluorapatite ed altri minerali del gruppo del serpentino.